# Rona Robinson
Rona Robinson (26 giugno 1884 – Withington (Manchester), 7 aprile 1962) è stata una chimica e attivista britannica; è stata la prima donna nel Regno Unito a ottenere una laurea di prima classe in chimica e una delle prime donne chimiche industriali documentate. Era anche una suffragetta britannica e un membro pagato dell'Unione sociale e politica delle donne (WSPU).

## Biografia

### Primi anni

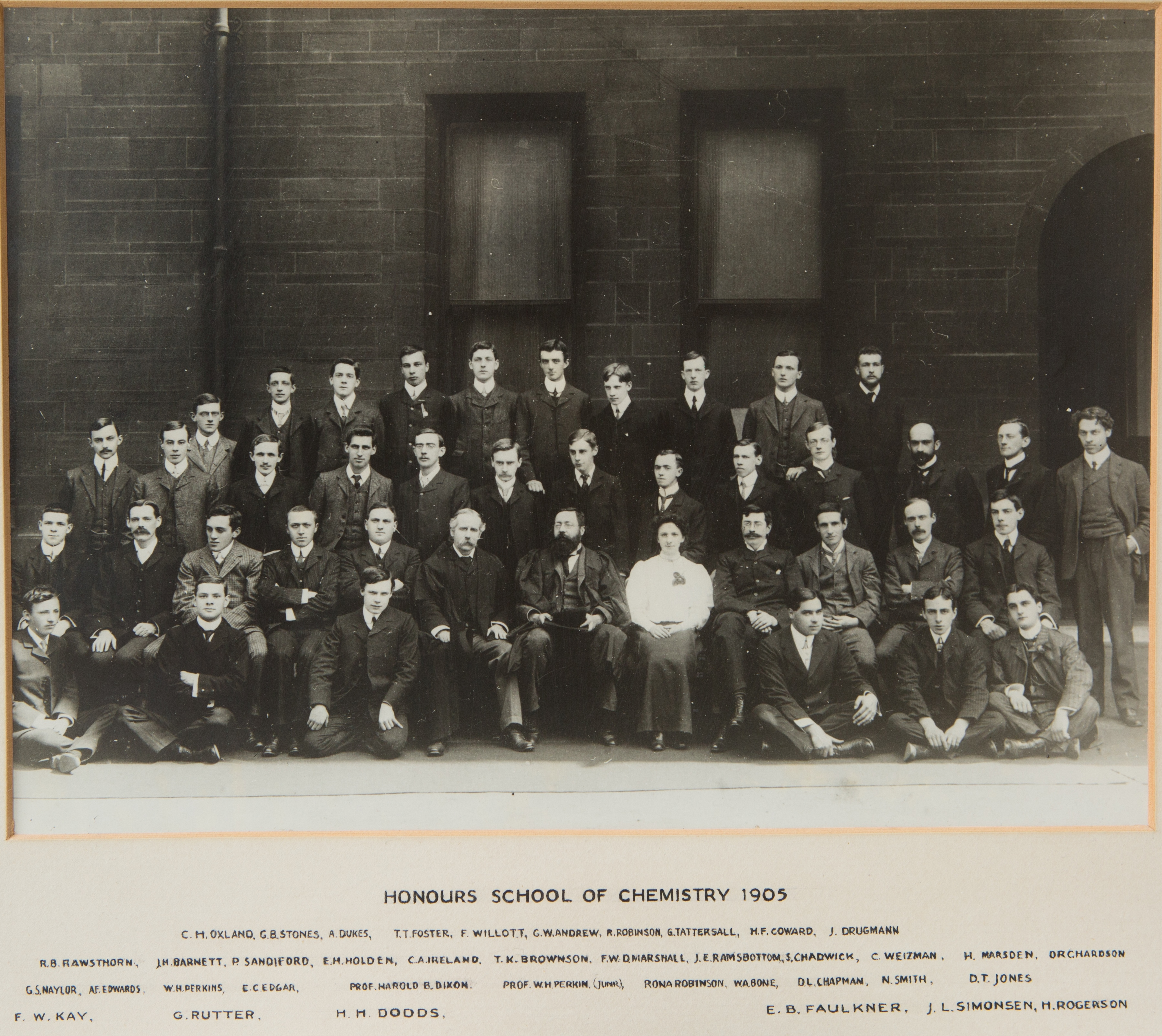
Rona Robinson (prima fila) nella foto della sua classe di laurea del 1905. Foto per gentile concessione della School of Chemistry, Università di Manchester

Rona Robinson nacque il 26 giugno 1884. Era la figlia più giovane di Jessie e Fred (Alfred) Robinson, entrambi originari dell'area di Manchester, rispettivamente da Chorlton-on-Medlock e Cheetham Hill. Proveniva da un ambiente operaio, suo padre è elencato come commesso viaggiatore di articoli di cotone. L'infanzia di Rona trascorse nelle zone di Gorton e Withington di Manchester, crescendo con sua sorella Lilian (nata nel 1880) ed il fratello Andrew (nato nel 1882). Suo padre morì quando lei era giovane e sua madre dovette subaffittare per sbarcare il lunario. Nel censimento del 1891, Jessie è registrata come vedova e governante che vive con i suoi tre figli e due visitatori, uno da Liverpool e uno dalla Siria.
Rona frequentò una delle scuole centrali di Manchester. Nel 1900, all'età di 15 anni, le fu assegnata una mostra di scienze per ragazzi del valore di £ 15 all'anno dal Lancashire County Council, questo finanziamento le permise di continuare a studiare ben oltre la tradizionale età di fine scuola.
La Robinson ottenne una borsa di studio per studiare all'Owens College di Manchester (incorporata nella Università Victoria di Manchester nel 1904), immatricolandosi nel 1902. Qui eccelleva, apparendo nell'elenco degli studenti di prima classe per le sessioni di esami dell'Owens College del 1902-2003 (il suo primo anno) come 3a pari nella sua classe di chimica organica. Si laureò con una laurea con lode in chimica, la medaglia LeBlanc e una borsa di studio Mercer nel 1905 per il miglior studente dell'ultimo anno che entra nella ricerca. Fu la prima donna nel Regno Unito a ottenere una laurea di primo livello in chimica.
Continuò a Manchester, lavorando per il suo Master di ricerca durante il quale pubblicò un articolo intitolato 3-Hydroxyphthalic and 3-methoxyphthalic acid and their derivatives con William Henry Bentley e Charles (Chaim) Weitzmann. Si laureò con il suo Master nel 1907.

### Suffragette
Dopo l'università divenne insegnante all'Altrincham Pupil-Teacher Centre, Cheshire, dove Dora Marsden, in seguito editrice di The Freewoman, era assistente-titolare e poi direttrice. Mentre erano all'Altrincham, Robinson e Marsden svilupparono un interesse reciproco per il suffragio femminile. Entrambe lasciarono la scuola dopo una disputa sui salari per concentrare la loro attenzione sulle attività dell'Unione sociale e politica delle donne, diventando rappresentanti regionali retribuite. Robinson e la collega suffragetta Mary Gawthorpe elogiarono lo srotolamento dello striscione della WSPU di Manchester a Stevenson Square, Manchester, nel giugno 1908: lo striscione è ora esposto al People's History Museum, Manchester. Marsden e Robinson furono nominati organizzatori dalla filiale di Manchester nel 1909, ma si trasferirono rapidamente in altre località per gran parte del loro lavoro.
Furono imprigionate per un mese per ostruzione e aggressione dopo aver preso parte a una delegazione per vedere il Primo Ministro, H. H. Asquith nel 1909. L'indirizzo della Robinson fu indicato come Brinslea Villas, Brook Road, Fallowfield Manchester. Anche un giornalista, William Hutcheon fu arrestato per ostruzione.
Nell'ottobre 1909 Robinson, Marsden e Gawthorpe furono arrestate per essersi vestite con abiti accademici completi e aver interrotto un discorso del rettore della Università Victoria di Manchester alla celebrazione dell'apertura dei nuovi laboratori chimici. Chiedevano che il cancelliere si pronunciasse contro l'alimentazione forzata delle alunne suffragette di Manchester imprigionate che erano in sciopero della fame. Quel giorno la polizia fu particolarmente dura con le donne e il rettore fu così commosso dalla protesta delle donne da fare pressione sull'università affinché non sporgesse denuncia, impedendo così a Rona di andare di nuovo in prigione.

### Sciopero della fame
La Robinson è stata imprigionata più volte e ci sono 2 date sulla sua medaglia di suffragio che mostrano che ha fatto lo sciopero della fame durante la sua prigionia. Questa era una tattica deliberata della WSPU in cui le donne rifiutavano tutto il cibo e l'acqua quando arrivavano in prigione e poi alla fine dovevano essere dimesse per motivi medici.
La sua Medaglia Sciopero della Fame assegnata dalla WSPU è descritta come segue:
Alcune fonti suggeriscono che la medaglia di Robinson sia stata venduta a un collezionista privato negli Stati Uniti.

### Critica della scienza domestica
La Robinson era stata molto esplicita su questioni femministe durante i suoi anni come suffragetta, tenendo un discorso al Freewoman Discussion Circle sull'abolizione del lavoro domestico.

Fu dottorata dalla scuola Gilchrist in Economia domestica presso il King's College per le Donne nel 1912. Non è chiaro il motivo per cui prese la borsa di studio dato che aveva già un dottorato post-laurea. Rassegnò le dimissioni dalla borsa di studio, adducendo che il corso offerto era "privo di valore dal punto di vista educativo".
Scrisse ampiamente sulla sua critica allo studio della scienza domestica, in particolare nelle pubblicazioni femministe.

### La sua vita per la chimica
La Robinson è considerata una delle prime chimiche ricercatrici documentate. Negli 8 anni successivi alla sua laurea a Manchester svolse ricerche sui coloranti in un laboratorio privato nella sua casa di Mitford Rd, Withington. Entrò a far parte di W.B. Sharpe nel 1915 come chimico analitico e ricercatore. Il suo lavoro includeva anche la responsabilità del trasferimento delle reazioni chimiche che aveva ideato alla produzione su larga scala. Fu promossa a capo chimico nel 1916 e divenne associata dell'Institute of Chemistry nel 1919. Nel 1920 entrò a far parte della Clayton Aniline Company come capo chimico, il suo lavoro lì generò tre brevetti che la indicavano come inventore; due erano per i prodotti di condensazione aldeide-ammino. È rimasta alla Clayton Aniline fino al suo pensionamento.

### Ultimi anni
Rona morì il 7 aprile 1962 all'età di 77 anni. Nel 1965, un legato nel suo testamento istituì la Borsa di studio Rona Robinson per sostenere le studentesse post-laurea in chimica presso la Victoria University di Manchester, trasferita all'Università di Manchester nel 2004.